# Hannu Tihinen
Hannu Tihinen (ur. 1 lipca 1976 w Keminmaa) - były fiński piłkarz, grający na pozycji środkowego obrońcy.
Rozpoczynał swoją karierę w Palloseura Kemi Kings, grającym w niższej lidze rozgrywkowej. Z tego klubu w 1997 przeniósł się do HJK Helsinki, grającego w Veikkausliiga. Zdobył mistrzostwo i Puchar Finlandii, miał także doświadczenia w Lidze Mistrzów, kiedy w 1999 stołeczny klub wyeliminował FC Metz i otrzymał szansę rywalizowania z najlepszymi (odpadł już po fazie grupowej, odnosząc tylko jedno zwycięstwo, z Benficą Lizbona).
Po trzech sezonach spędzonych na Finnair Stadium, Hannu przeniósł się do norweskiego Vikingu Stavanger i opuścił klub po zdobyciu Pucharu Kraju, w międzyczasie będąc wypożyczonym do West Hamu, grającego w Premiership. W 2002 dołączył do kadry wielokrotnego mistrza Belgii, Anderlechtu. Wygrał z nim dwa mistrzostwa Eerste Klasse oraz Superpuchar. Po wygaśnięciu kontraktu w lecie 2006, znalazł zatrudnienie w FC Zürich. Grał tam do roku 2010 i zdobył dwa tytuły mistrza Szwajcarii, po czym zakończył piłkarską karierę.
Debiut w reprezentacji Finlandii zaliczył 5 czerwca 1999 przeciwko Turcji. Od tego czasu najpierw z Samim Hyypią, a następnie z Petrim Pasanenem stanowił silny duet środkowych defensorów kadry. W barwach Suomi rozegrał 76 spotkań, zdobył 5 bramek.